# Elisabeth Andreassen
Elisabeth Gunilla Andreassen, anche conosciuta come Bettan (Göteborg, 28 marzo 1958), è una cantante norvegese.
Vive a Ullern, Oslo in Norvegia con suo marito Tor e le sue due figlie nate nel 1995 e 1997.
Fu scoperta nel 1979 dal musicista svedese Lasse Holm che l'anno seguente la fece entrare nella sua band, i Chips che parteciparono all'Eurovision Song Contest 1982 con "Dag efter dag" che si classificò all'ottavo posto.
Divenne famosa all'Eurovision Song Contest 1985 quando, come membro delle Bobbysocks assieme a Hanne Krogh, vinse la manifestazione con La det swinge. Come solista ha partecipato alla manifestazione europea altre due volte, nel 1994 con Duett cantata in coppia con Jan Werner Danielsen (sesto posto) e nel 1996 con I evighet (Eternità) che si classificò al secondo posto.

## Successi
- Då lyser en sol (1981)
- Killen ner' på Konsum svär att han är Elvis (1981)
- Together Again (1981)
- God morgon (1981) (come membro dei Chips)
- Dag efter dag (1982) (come membro dei Chips)
- La det swinge (1985) (come membro delle Bobbysocks)
- Ängel i natt (1985)
- Tissel Tassel (1985)
- Danse mot vår (Serenade to Spring) (1992)
- I evighet (1996)
- Pepita dansar (1997)
- Lys og varme (2001)
- Vem è dé du vill ha (come membro delle Kikki, Bettan & Lotta) (2002)

Elisabeth ha partecipato sia allo svedese Melodifestivalen che al norvegese Melodi Grand Prix ed all'Eurovision Song Contest quattro volte.

### Melodifestivalen
1981. Chips - God morgon (ingl. Good Morning), secondo posto
1982. Chips - Dag efter dag (ingl. Day After Day), primo posto
1984. Elisabeth Andreassen - Kärleksmagi, sesto posto (ultimo)
1990. Elisabeth Andreassen - Jag ser en stjärna falla, settimo posto
2000. Presentatrice assieme ad altri nove artisti
2002. Kikki, Bettan & Lotta - 20 år med oss - Vem è dé du vill ha, terzo posto

### Melodi Grand Prix
1985. Bobbysocks - La det swinge (ingl. Let it swing), primo posto
1992. Presentatrice assieme a Jahn Teigen
1994. Bettan & Jan Werner - Duett (ingl. Duet), primo posto
1996. Elisabeth Andreassen - I evighet (ingl. Eternity), primo posto
1998. Elisabeth Andreassen - Winds of the Northern Sea, secondo posto
2003. Kikki, Bettan & Lotta - Din hånd i min hånd, quarto posto
2015. Tor & Bettan - All Over the World, quarto posto

### Eurovision Song Contest
1982. Chips - Dag efter dag, ottavo posto, Svezia
1985. Bobbysocks - La det swinge, primo posto, Norvegia
1994. Bettan & Jan Werner - Duett, sesto posto, Norvegia
1996. Elisabeth Andreassen - I evighet, secondo posto, Norvegia